# Ràdio 4
Ràdio 4 és una emissora de ràdio que emet en català a Catalunya i que pertany al grup d'emissores de Radio Nacional de España.

## Història
Ràdio 4 va ser creada durant la transició espanyola, el 1976, impulsada per Rafael Anson, llavors director de l'ens públic, i es va decidir que a diferència de les altres emissores de RNE (Radio 1 -actualment Radio Nacional-, Radio 2 -actualment Radio Clásica- i Radio 3), Ràdio 4 emetria la seva programació íntegrament en català. Això va suposar que Ràdio 4 fos la primera ràdio pública en català de la història i la segona emissora, després de Ràdio Olot, que emetés en aquesta llengua després de la Guerra Civil espanyola. Pere Nin Vilella, que era el Cap de Programes de RNE a Catalunya, va ser el responsable de les primeres graelles de programació de l'emissora. La primera emissió oficial va ser el 13 de desembre del 1976, coincidint amb la nit de Santa Llúcia, després d'un període d'emissions en proves de gairebé tres setmanes, amb les veus, entre d'altres, de Víctor Alexandre, Maria Matilde Almendros i Enric Frigola. Durant els Jocs Olímpics, Ràdio 4 es va transformar en La Ràdio Olímpica, amb butlletins de notícies en dotze idiomes diferents.
Entre els anys 1988 i 1991, RNE va reconvertir la meitat de les freqüències de Radiocadena Española en RNE 4, mentre que, amb l'altra meitat, es crearia RNE 5 l'any 1989. RNE 4, a nivell estatal, tenia una programació generalista en les diferents llengües cooficials. Per exemple, al País Valencià s'emetia el veterà programa Ara i ací, que s'havia emés a Ràdio Cadena Valenciana. Cal destacar que, durant aquests anys s'emeteren tant a Ràdio 4 Catalunya com a Ràdio 4 Comunitat Valenciana i a Ràdio 4 Balears alguns programes comuns en català, el primer dels quals era el programa musical Àrea Mediterrània, presentat pel poeta Joan Manresa i Martorell, i produït des de Ràdio 4 Balears per a tota l'àrea catalanoparlant. A més, durant aquests anys, Ràdio 4 emetia programes musicals en col·laboració amb Ràdio França Rosselló.
Al principi del 2006, la direcció de Radio Televisión Española (RTVE) va anunciar un pla de sanejament que recollia, entre altres mesures, el tancament de Ràdio 4. Els treballadors, amb el suport d'oients, sindicats, partits polítics i altres organismes socials, es van mobilitzar contra aquesta mesura, amb protestes i manifestacions amb el lema "Ràdio 4 és viva". L'any 2007, el nou director de RNE, Santiago González, va anunciar que no es tancaria l'emissora.
El 2011 va celebrar el seu 35è aniversari en una festa a l'Hotel Vela de Barcelona, on van actuar Andrea Motis, Joan Chamorro Group i Marc Marzenit DJ Set, entre d'altres.
L'any 2018 el programa Feminismes, dirigit i presentat per Marisol Soto Romero i Olga Rodríguez, va obtenir el Premi Bones Pràctiques de Comunicació no sexista per espais radiofònics que visibilitzen les dones en les seves múltiples facetes des d’una ràdio pública, que atorga l'Associació de Dones Periodistes de Catalunya.

### Logotips de Ràdio 4
|             |             | Logo de La Ràdio Olímpica          | Logo de 1997 a 2004 | Logo de 2004 a 2008 | Logo de 2008 a 2016 | Logo actual       |
| 1976 - 1981 | 1981 - 1997 | 15 de juliol - 10 d'agost del 1992 | 1997 - 2004         | 2004 - 2008         | 2008 - 2016         | 2016 - Actualitat |
| ----------- | ----------- | ---------------------------------- | ------------------- | ------------------- | ------------------- | ----------------- |

Ràdio 4, 2020:
Compromís com a servei públic
Durant el 2020, Ràdio 4, ha mantingut la seva programació, accentuant el seu compromís de servei públic durant l'època del confinament, tot i tenir una majoria del seu personal en teletreball per obvis motius de salut laboral. Després d'un gran esforç tècnic i una gran dedicació dels seus professionals, la programació no només no ha disminuit, sinó que s'ha enriquit.
Els grans magazines de la cadena s'han transformar per a reflectir l'actualitat. Juntament amb els Serveis Informatius, han realitzat una cobertura a fons de cadascuna de les compareixences públiques, de cada un dels avisos o dels avenços científics respecte a la superació de la pandèmia de la COVID-19. En una segona etapa també hi ha hagut espai per a l'anàlisi i l'entreteniment. En els moments del confinament més dur, s'ha notat molt més interès i comunicació amb l'audiència. L'expectativa per cada comunicació científica o per cada anunci sobre el curs escolar, per exemple, escoltat de manera lineal, o des de les xarxes, s'ha palpat diàriament.
Els dos espais informatius principals Edició Migdia i Edició Vespre han passat a ser dirigits per Sonia Urbano i Andreu Viñas, amb un estil planer, amb la inclusió d'entrevistes divulgatives, apropant-se més als ciutadans.
Ja en el curs Passat, Ràdio 4, va contactar amb Gemma Nierga per a un espai de mitja hora d'entrevistes, dins el magazine del matí El Matí a Ràdio 4. Durant el 2020, aquestes entrevistes han anat tenint cada dia més gran repercussió entre les agències informatives i en altres mitjans.
En els mesos d'estiu un gran equip va preparar juntament amb Gemma Nierga un nou espai informatiu i d'actualitat que va acceptar dirigir. Es tracta del Cafè d'Idees, on combinen la informació, l'entrevista, l'anàlisi i té un final cultural, distès. Aquest espai s'emet diàriament en directe de 8 a 10 del matí, per Ràdio 4 i alhora per televisió, per la 2 en llengua catalana.
Des d'aquesta nova temporada Ràdio 4 disposa també amb un programa diari dirigit per la periodista Samanta Villar. El nom "Després del Col·lapse" reflecteix el seu contingut. Des d'un anàlisi científica es busquen possibles solucions a preguntes obertes que ens ha deixat l'època de la pandèmia. El subdirector és el periodista científic Lluís Quevedo.
Aquest any tan carregat de notícies d'actualitat ha servit per consolidar el caràcter dels grans magazins, El dels matins és En Directe, de 10 a 12, dirigit per Lorena Amo, a qui acompanyen David Gallach i Irene Desumbila I Lluís Vila, ha anat analitzant cada notícia diària a peu de carrer, amb l'ajuda dels serveis informatius, i amb la participació, entre d'altres col·laboradors, de la Síndica de Barcelona, Assumpció Vila, o en espais més divulgatius, la de la xef Carme Ruscalleda.
El magazín de tardes De Boca a Orella està dirigit per Silvia Tarragona. Ha continuat emfatitzant el seu objectiu de divulgació cultural, però sempre atent al que podia esdevenir en l'actualitat diària, nacional o internacional, demostrant una gran capacitat d'adaptació. L'acompanyen Marc Hernández, Carles Cuesta, Quim Esteban i Víctor López.
Continuen programes tradicionals com Més que Esport, el vessant humà i solidari dels esportistes dirigit per Marga Lluch o Territori Clandestí, que condueix Consol Sáenz, les iniciatives de grups alternatius, amb un caràcter antiracista, multicultural i reivindicatiu.
Ha continuat també l'espai Real Politik, dirigit per Olga Ruíz, que és una aposta per un diàleg franc i amable entre representants politics.
Metròpoli, dirigit per Xavi Collado ha continuat acostant-nos ens als esdeveniments musicals, teatrals i de producció literària, buscant un diàleg assossegat amb grans artistes.
També s'ha mantingut el magazine dels caps de setmana Són 4 Dies, dirigit per Goyo Prados, espai més distès, on també té cabuda, l'humor o la música. Al cap de setmana, Olga Rodríguez ha passat a dirigir Wonderland, on han tingut cabuda, la música, la història, la literatura, el teatre i la filosofia.
Segueix l'aposta per la música des d'espais capdavanters en la radiofonia catalana com "Tradicionarius" o "Club Trebol", "L'Home del Jazz", o el programa de flamenc "Planeta Omega". I continua, cada matinada apostant per la música més jove amb el programa Zona Zero, dirigit per Laura González, que s'emet de 0.00 a la 02.00.
Entre els nous Programes
Durant el migdia s'ha iniciat un espai de divulgació científica Fem Salut, dirigit per Xavier Collado, a les 14 hrs. l'iamb una clara intenció de divulger la tasca dels serveis sanitaris públics a Catalunya i cap a la prevenció.
Segueix l'aposta cap a l'ecologisme. El veterà programa Vida Verda, dirigit per Pilar Sampietro, s'ha multiplicat i ara és una secció diària dins de l'magazine En Directe i s'ha consolidat el programa Emergència climàtica, de Josep Cabayol, que analitza, a primera hora dels dissabtes, des d'una perspectiva científica el canvi climàtic i la repercussió en el planeta.
El programa Feminismes ha passat a ser dirigit pel col·lectiu Onada Feminista, que eren responsables en la temporada passada de l'espai de la Universitat Autònoma.
Plurals i Singulars, a Ràdio 4, dirigit per Quim Esteban ha estat el primer espai de la ràdio en català a favor del col·lectiu LGTBI, s'ha confirmat i ha servit d'exemple.S'ha iniciat l'espai Els Cantamanyanes dirigit per Joan Arenyes, un acostament musical i divertit als serveis essencials de primera hora del matí.
Esdeveniments
Ràdio 4, malgrat les dificultats logístiques, durant el 2020, ha mantingut el seu compromís anual amb el món de la cultura. Ho ha plasmat amb l'organització dels dos guardons musicals i de cinema, que des de fa dècades organitza. El Disc Català de l'Any 2019 (al mes de març) es va obtenir com cada any per elecció popular, amb milers de vots a través de les xarxes. El va guanyar el grup Porto Bello, amb l'àlbum "L'Ull de la Tempesta". Va presentar la gala el dia 9 de març de l'any 2020 a l'antiga Fàbrica Damm, el director d'el programa Catalunya Express, Joan Arenyes.
{{format ref}} https://www.rtve.es/radio/radio4/disc-catala/
Al 2020 es van lliurar els 64 premis Sant Jordi de Cinematografia. Els guardons, són decidits per més de vint crítics de cinema dels diferents mitjans de comunicació de Barcelona i dos, per votació popular. Són uns premis convocats per la direcció de RNE i lligats històricament al programa VA DE CINE, i a la seva directora Conxita Casanovas. Aquest any no ha pogut celebrar-se una gala d'entrega amb públic, però sí es van lliurar, i es van poder veure els agraïments, a través dun programa especial de TVE Catalunya, emès el 22 de juliol de l'any 2020 presentat per Montse Soto i Conxita Casanovas.
{{format ref}} https://www.rtve.es/alacarta/videos/especials-en-catala/premis-rne-sant-jordi-2020/5630551/

## Programació

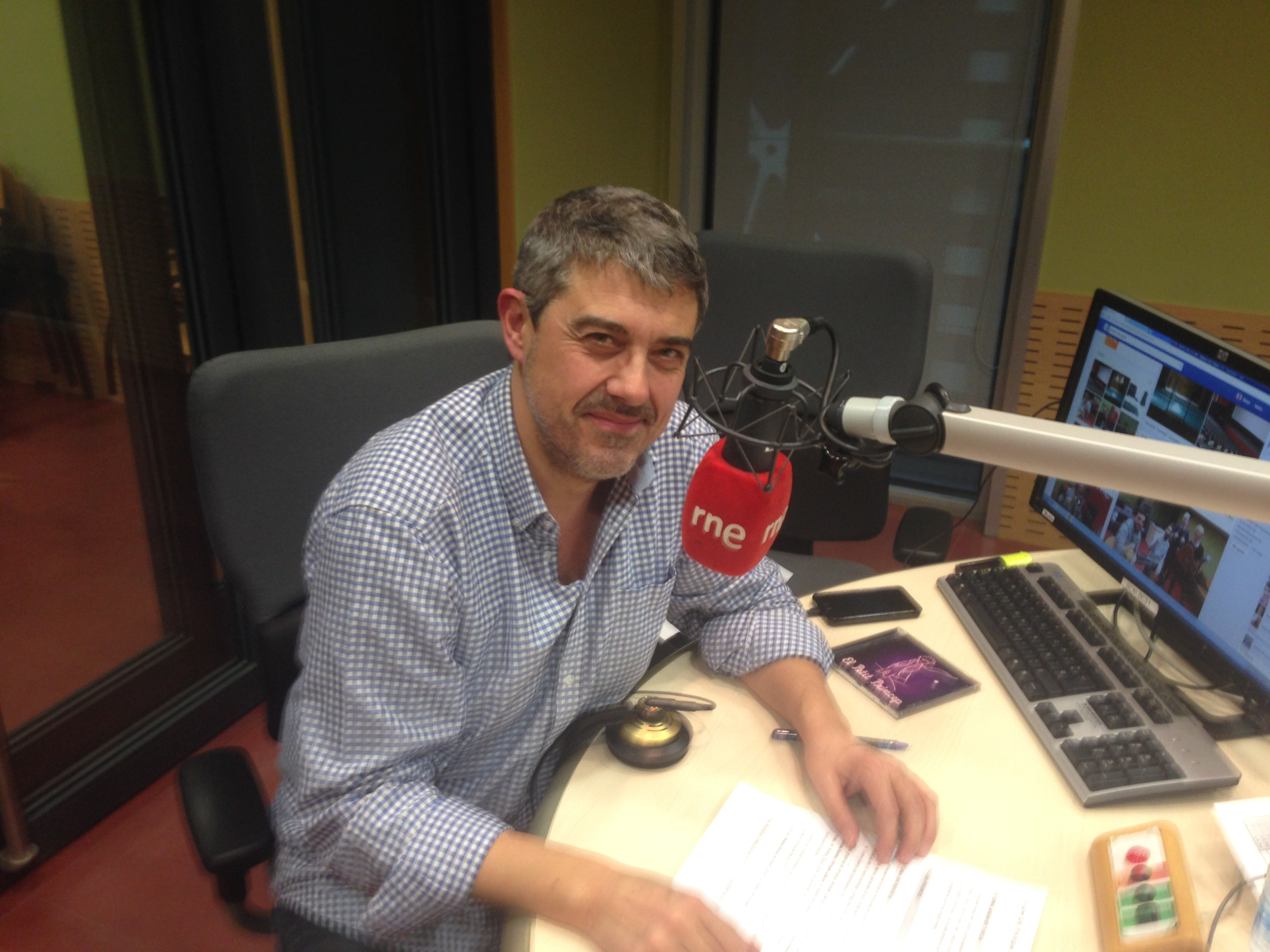
Goyo Prados com a presentador del programa Anem de tardes

La seva programació és íntegrament en català i de caràcter generalista.

### Programació de la temporada 2020-2021

#### De dilluns a divendres
07.00 a 8.00 Els Cantamanyanes amb Joan Arenyes
08.00 a 10.00 Cafè d'Idees amb Gemma Nierga
10.00 a 12.00 En Directe amb Lorena Amo
12.00 a 13.00 (dilluns) Econòmix amb Victor Bottini
12.00 a 13.00 (dimarts) Tot a Europa amb Francesc Cruanyes
12.00 a 13.00 (dimecres) L'Altra Ràdio amb Cinto Niqui
12.00 a 13.00 (dijous) Recursos Homínids amb LLuís Freixes
12.00 a 13.00 (divendres) Tot a Europa amb Francesc Cruanyes
13.00 a 14.00 Edició Migdia amb Sonia Urbano
14.00 a 14.55 Fem Salut amb Xavi Collado
15.55 a 16 Desmarcats amb Albert Font
16 .00 a 19.00 De boca a Orella amb Silvia Tarragona
.19.00 a 19.30 Edició Vespre amb Andreu Viñas
.19.30 a 20.00 Més que Esport amb Marga Lluch
20.00 a 21.00 (de dilluns a dijous) Territori Clandestí amb Consol Sàenz
20.00 a 21.00 (divendres) Hotel Vader amb Benja Amorín
.21.00 a 22.00 Real Politik amb Olga Ruíz
22.00 a 23.00 Després del Col·lapse Samanta Villar
23.00 a 24.00 Metrópoli amb Xavi Collado
00.00 a 02.00 Zona Zero (de dilluns a dijous) amb Laura González
00.00 a 01.00 Un Món d'Ombres (divendres) amb Aureli de Luna
02.00 a 07.00 Made in Cat (musical)

#### Dissabtes
- 07:30 a 08:00 - Món Rural amb Jesús Riverola
- 08:00 a 09:00 - Emergència Climàtica amb Josep Cabayol
- 09:00 a 13:00 - Són 4 dies, presentat per Goyo Prados.
- 13:00 a 13:30 - Retalls
- 13:30 a 14:00 - Edició cap de setmana amb Roger Franco
- 14:00 a 15:00 - Tradicionàrius , presentat per Jordi Roura i Llauradó
- 15:00 a 17:00 - Wonderland, presentat per Olga Rodríguez
- 17:00 a 18:00 - Club Trébol amb Jordi Martí
- 18:00 a 19:00 - Planeta Omega amb Pere Pons
- 19:00 a 20:00 - Club Dante amb David Martí
- 20:00 a 21.00 - Taller de la Facultat de Ciències de la Informació de la UAB
- 21:00 a 22:00 - Recursos Homínids amb Lluís Freixes
- 22:00 a 23:00 - Econòmix amb Víctor Bottini
- 23:00 a 00:00 - L'Altra Ràdio amb Cinto Niqui
- 00.00 a 01.00 - L'Home del Jazz amb Pere Pons
- 01.00 a 07.30 - Made in Cat (musical)

#### Diumenges
- 07:30 a 08:00 - Plaça Gran amb Joan Albert Argerich
- 08:00 a 09:00 - Lletra lligada amb Mari Cruz Hernàndez
- 09:00 a 13:00 - Són 4 dies, presentat per Goyo Prados.
- 13:00 a 13:30 - Llibres, Pixels I Valors amb Rosa de Diego
- 13:30 a 14:00 - Edició cap de setmana amb Roger Franco
- 14:00 a 15:00 - Va de cine, presentat per Conxita Casanovas.
- 15:00 a 16:00 - Món Possible, amb Olga Rodríguez
- 16:00 a 17:00 - L'Hora Clàssica amb Marga Lluch
- 17:00 a 20:00 - Catalunya exprés magazine, amb Joan Arenyes
- 20:00 a 21:00 - Preferències RTVE, amb Manel Ferrer
- 21:00 a 22:00 - Plurals i singulars, presentat per Quim Esteban.
- 22:00 a 23:00 - Feminismes, presentat pel col·lectiu Onada Ferminista
- 23:00 a 24:00 - L'Home del Jazz amb Pere Pons
- 24.00 a 07.00 - Made in Cat (musical)

### Programes històrics
- D'avui no passa, magazín de tarda presentat per Sònia Urbano. De dilluns a divendres, de 19 a 21 h.
- La contraportada, tertúlia sobre temes d'actualitat presentada per Jacint Felip. Dijous, de 21 a 22 h.
- La taverna del llop, programa de música alternativa presentat per Josep Maria Carrasco. Dissabte, a les 24 h.
- Xerraesports, magazín esportiu presentat per Magda Lluch. Dilluns, de 21 a 22 h.

## Freqüències
- Anoia 106.9 FM
- Bages, Berguedà i Alt Penedès 103.8 FM
- Barcelona 100.8 FM
- Garraf 106.3 FM
- Osona 104.7 FM
- Cerdanya 90.8 FM
- Costa Brava 98.2 FM
- Garrotxa 106.6 FM
- Girona 106.2 FM
- Alta Ribagorça 104.9 FM
- La Seu d'Urgell 90.6 FM
- Lleida 87.9 FM
- Solsonès i Alt Urgell 93.7 FM
- Baix Ebre, Terra Alta i Ribera d'Ebre 90.7 FM
- Camp de Tarragona 88.8 FM
- Andorra 106.0 FM

Ràdio 4 també emet en territori occità:
- Val d'Aran 93.3, 102.3 i 102.6 FM